# Camarina
Pour les articles homonymes, voir Camarine.
Pour le taureau cocardier, voir Camarina (cocardier).
 (août 2012).
Camarina ou Camarine (en grec ancien : Καμάρινα - Kamárina) est une ancienne colonie grecque de Sicile, fondée par Syracuse vers 598 av. J.-C. La ville est située dans la partie sud-est de l'île, sur la côte, à l'ouest de l'actuelle ville de Ragusa et à 3 km au sud de la ville de Scoglitti. Selon Pindare, elle devait son nom à l'Océanide Camarine, la nymphe patronne du lac voisin de la cité.  

## Histoire
Camarina est fondée vers 598 av. J.-C. par des colons venus de Syracuse. La ville connaît ensuite une histoire mouvementée, oscillant entre ruine et prospérité. En 553 av. J.-C., Camarina est rasée par Syracuse car elle n'a pas respecté les frontières du territoire de Syracuse.
Vers 490 av. J.-C Syracuse est ensuite prise par Hippocrate, tyran de Gela, qui fait reconstruire Camarina. Six ans plus tard, en 484 av. J.-C., la ville est de nouveau détruite par Gélon, tyran de Syracuse. Certains habitants sont forcés de s'établir à Syracuse. La ville est ensuite reconstruite pour la troisième fois selon une nouvelle distribution spatiale. S'ensuit alors une période de prospérité économique pour la ville, qui se dote de monuments de relative importance (Temple d'Athéna, Agora). Battant monnaie (retrouvée lors des fouilles), elle prend le contrôle des plaines fertiles de la région de Morgantina.
Mais là encore la ville sera à nouveau ruinée plusieurs fois. 
Alors qu'elle était aux côtés de Syracuse à la fin de la guerre opposant la Sicile à Carthage, Camarina est détruite par les troupes carthaginoises. Soumis à l'autorité du vainqueur, les habitants n'y retournent qu'en 396 av. J.-C. Une nouvelle période de prospérité s'ensuit, après la reconstruction de la ville par Timoléon. 
Ayant cette fois pris le parti des carthaginois lors d'un conflit avec Syracuse en 311 av. J.-C., elle est rasée en 309 av. J.-C. par les troupes syracusaines.
Rasée de nouveau successivement par les Messéniens en 279 av. J.-C., puis par les Romains en 258 av. J.-C., la cité ne s'en remettra jamais complètement. Entièrement dépeuplé à l'époque de Strabon, le site ne sera que partiellement réoccupé.

## Le site

### Évolution
La ville occupe la colline dite de Cammarana, sorte de promontoire d'environ 60 mètres de haut donnant sur la mer à l'ouest. La colline descend en pentes rapides sur les vallées de l'Hipparis au nord et de l'Oanis (l'actuel Rifriscolaro) au sud. Au nord-est se trouvait le lacus camarinensis, un vaste marais traversé par les eaux de l'Hipparis, et mentionné dans l'antiquité par les poètes Pindare, Virgile et Silius Italicus. C'était le domaine de la nymphe Camarine, que les monnaies représentent assise sur un cygne.
Lors de la première fondation, une enceinte fortifiée de 7 kilomètres fut construite, percée de trois portes (au sud, ouest et est), délimitant une superficie de 150 hectares. Cette surface ainsi délimitée ne fut jamais totalement construite. Plusieurs vestiges de ce rempart, restauré au cours des siècles, sont visibles, dont les restes de deux tours au sud et à l'ouest.
De grands travaux furent entrepris au Ve siècle av. J.-C. (troisième refondation), alors que la cité était extrêmement prospère. À cette époque furent construits le temple d'Athéna et les constructions de l'agora. Une nouvelle organisation des routes, suivant celle d'origine, fut entreprise.
On procéda à de nouvelles redistributions et constructions lors de la reconstruction sous Timoléon. Des pâtés de maisons de 35 mètres par 136 mètres environ furent établis, régularisant ainsi l'urbanisation de la cité. L'agora fut reconstruite.
Le temple d'Athéna ne subsiste qu'à l'état de fondations, seul un pan de mur étant encore en élévation. Daté du Ve siècle av. J.-C., transformé en église à l'époque byzantine, ses pierres ont été ensuite réutilisées par les habitants des environs pour leurs constructions. Il faisait environ 40 mètres par 15 mètres. Le long de la voie qui mène du temple à l'agora, on peut encore voir au sol les substructions des bâtiments qui en bordaient le tracé. 
L’agora n'est plus qu'une étendue plane, à l'ouest du promontoire, s'ouvrant sur la mer. Il ne reste que des fondations des bâtiments et des colonnades qui l'entouraient (les stoa au nord et à l'ouest), ainsi que des autels qui occupaient la place. À l'est de l'agora, le quartier de la maison de l'autel comporte des vestiges d'habitations plus importants, bien que réduits à l'état de fondations. Le quartier del quadrivio est une autre zone de fouilles. Les nécropoles fouillées sont situées en périphérie de la ville antique.

## Galerie de photographies

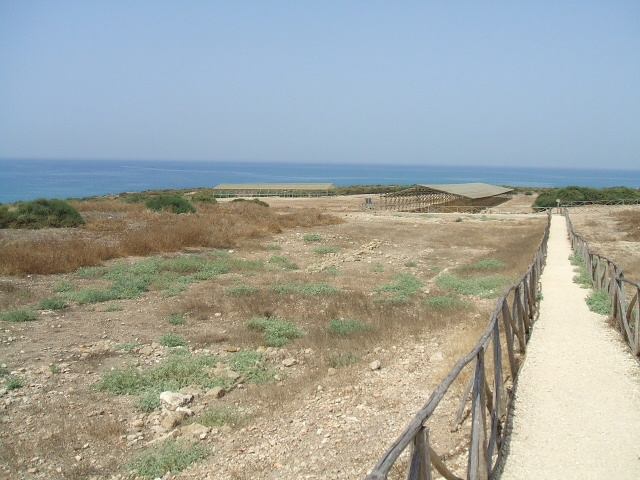
L'agora et le promontoire, vers l'ouest
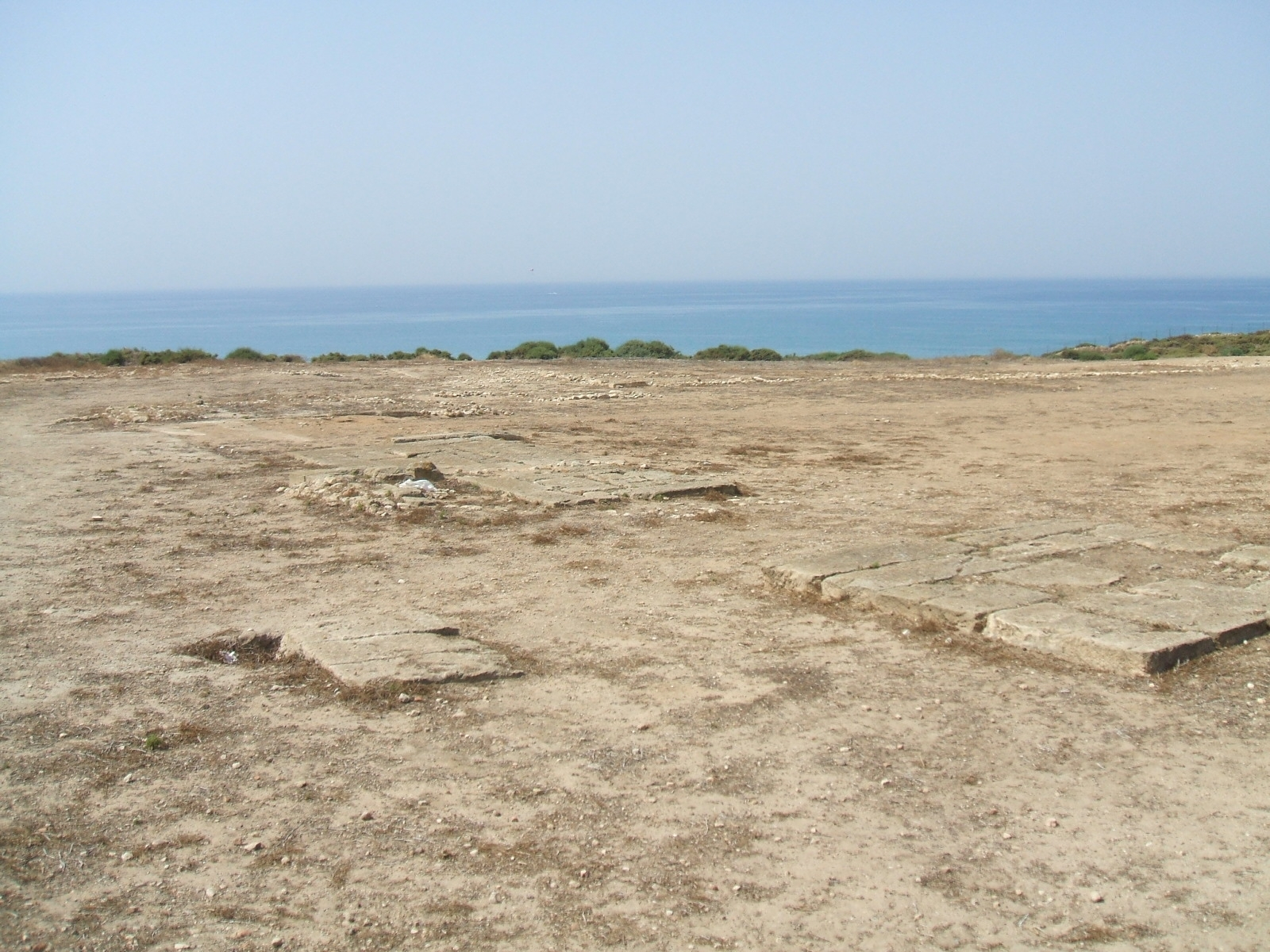
La place de l'agora, avec les fondations des autels
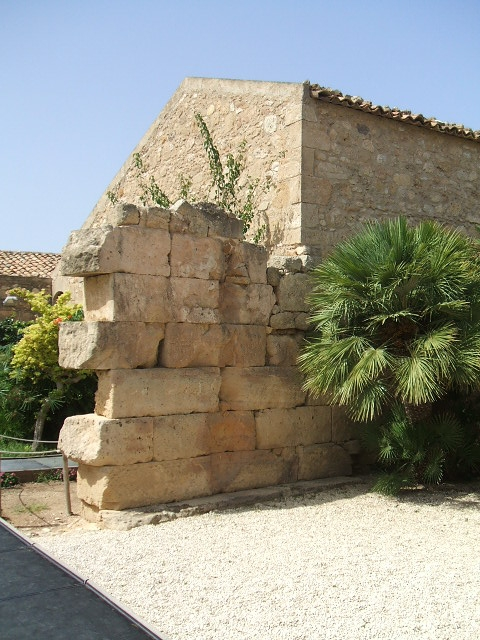
Vestiges du temple d'Athéna
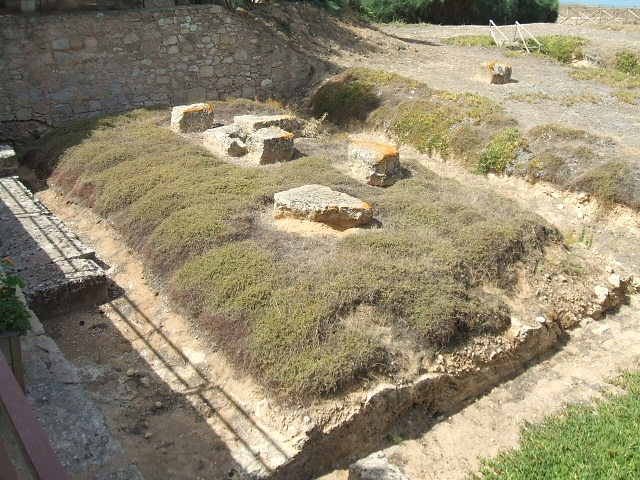
Fondations du temple d'Athéna
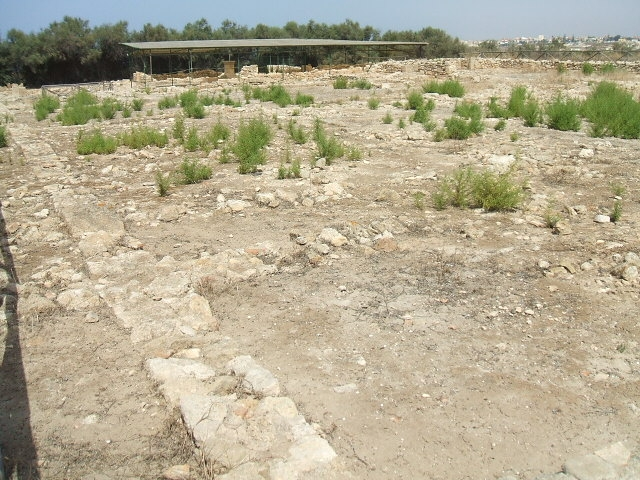
Quartier de la maison de l'autel

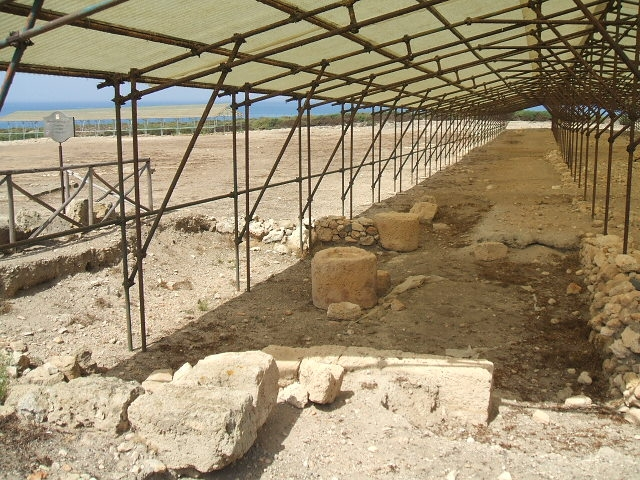
Stoa nord de l'Agora
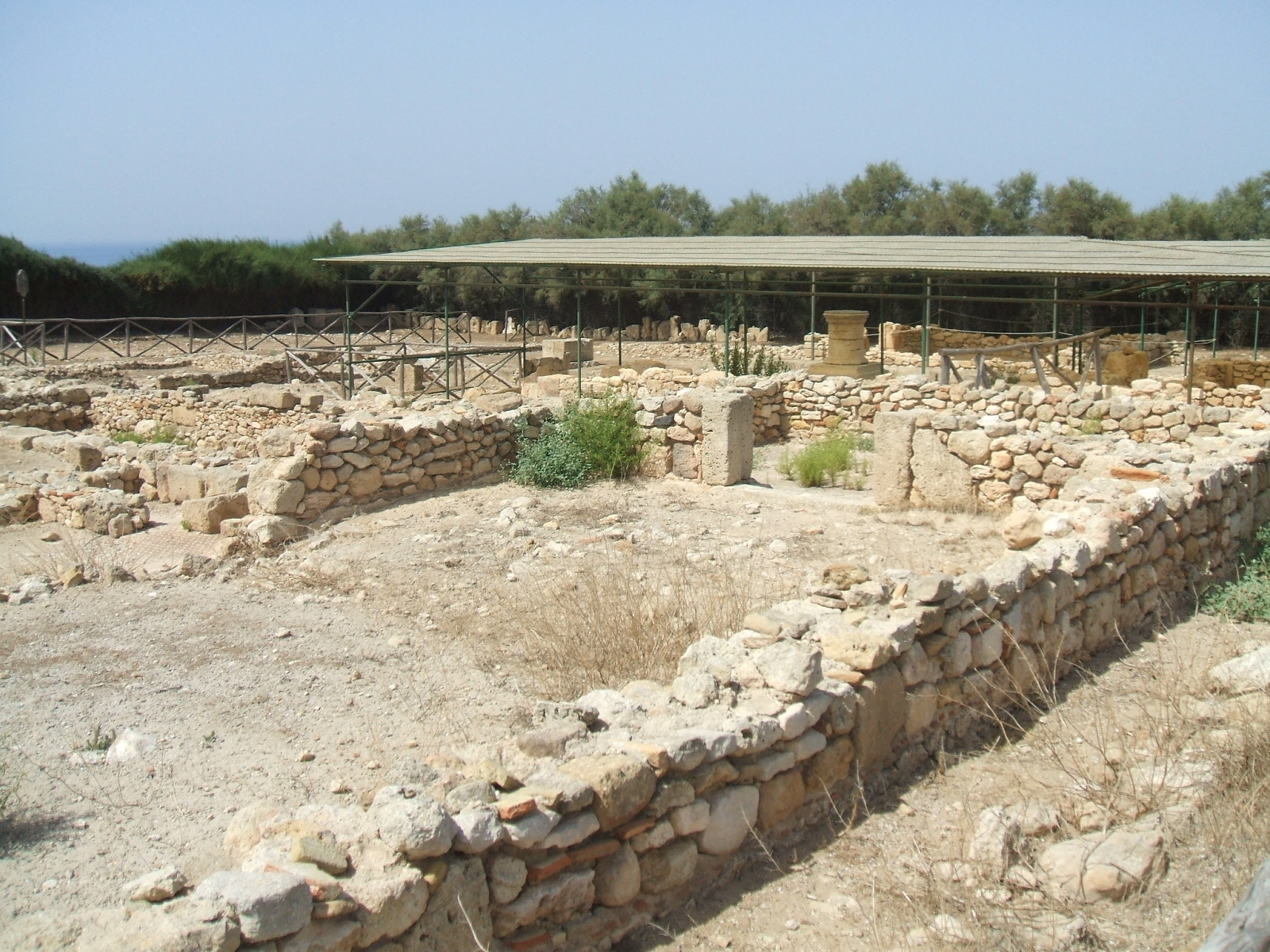
Quartier de la maison à l'autel
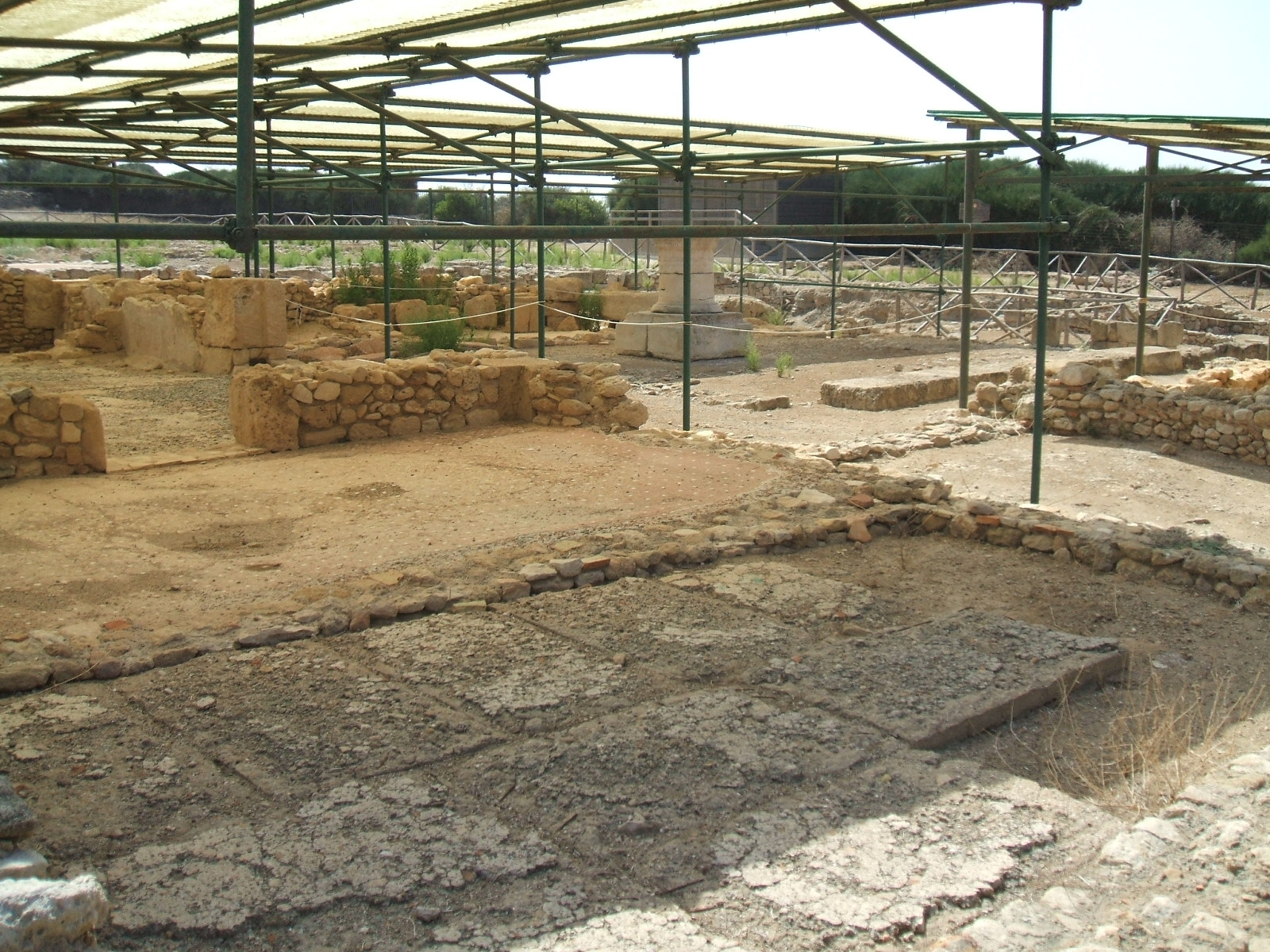
Quartier de la maison à l'autel
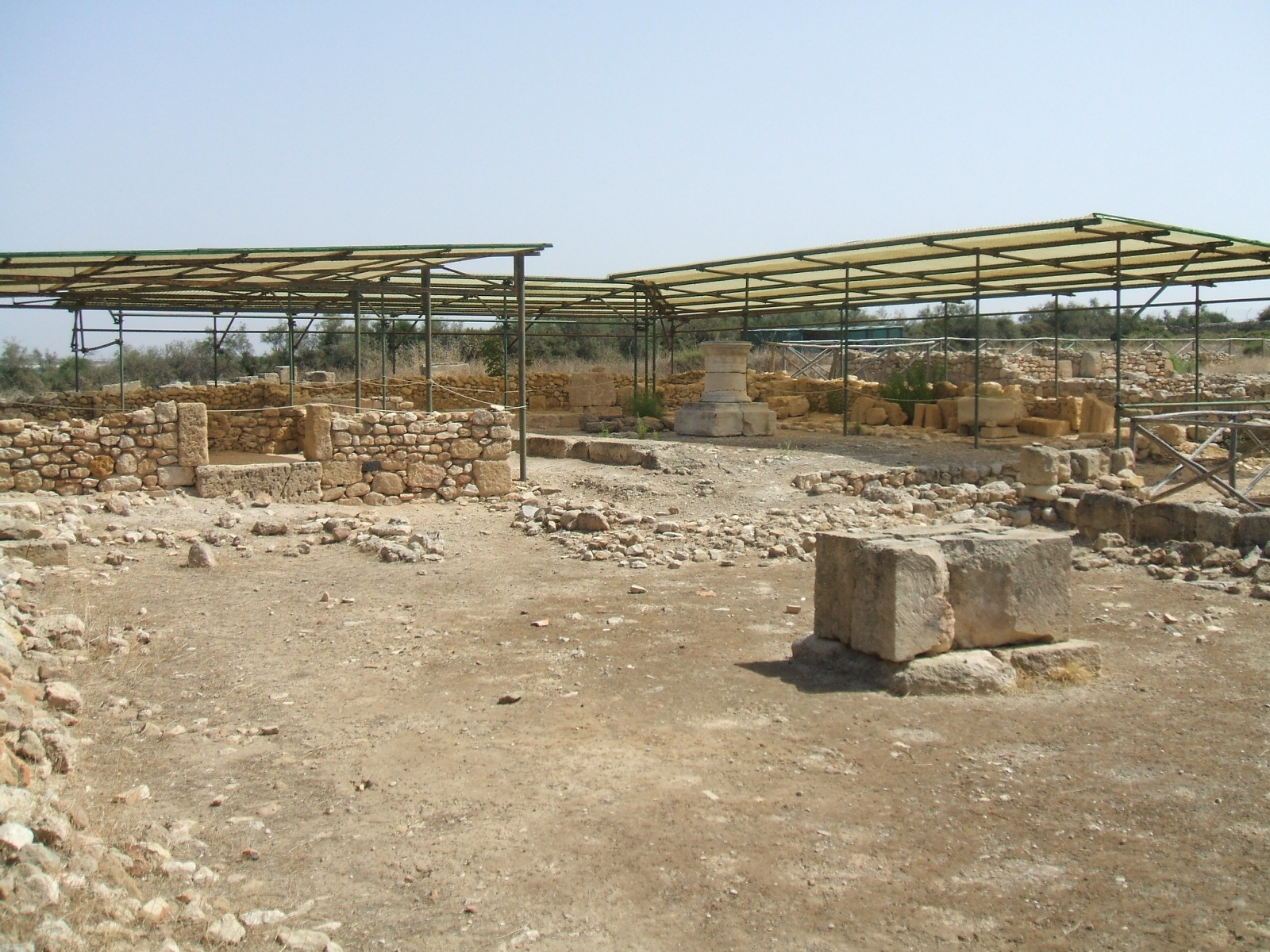
Quartier de la maison à l'autel

## Divers
- Le village du Club Méditerranée à proximité a pris le nom du l'ancienne cité grecque : Kamarina.

### Source
- W. H. Roscher, Dictionnaire de la mythologie grecque et romaine, vol.2, p. 943.